# Liste der Bodendenkmale in Bernstadt a. d. Eigen
In der Liste der Bodendenkmale in Bernstadt a. d. Eigen sind die Bodendenkmale der Stadt Bernstadt a. d. Eigen und ihrer Ortsteile nach dem Stand der Auflistung von Harald Quietzsch und Heinz Jacob aus dem Jahr 1982 aufgelistet. Eventuelle Änderungen und Ergänzungen, insbesondere aus der Zeit nach der Wende, sind nicht berücksichtigt, da für Sachsen aktuell keine neueren allgemein zugänglichen Bodendenkmallisten vorliegen. Die Baudenkmale sind in der Liste der Kulturdenkmale in Bernstadt a. d. Eigen aufgeführt.
| Denkmal-ID | Fundart            | Ortsteil                   | Bezeichnung           | Zeitstellung | Lage                                                                                         | Bemerkungen | Bild |
| ---------- | ------------------ | -------------------------- | --------------------- | ------------ | -------------------------------------------------------------------------------------------- | --- | ---- |
| ?          | Befestigung > Burg | Altbernsdorf auf dem Eigen | Wallanlage „Burgberg“ | Slawenzeit   | nordwestlich des Orts, Bergsporn nördlich über der Mündung des Steinbachs in den Kemnitzbach | Spornbefestigung mit Abschnittswall, Schutz seit 4. Mai 1935, erneuert 22. August 1958                                          |      |
| ?          | Befestigung > Burg | Kemnitz                    | Wasserburg            | Mittelalter  | im Ort, nördlicher Bereich des Guts Oberkemnitz                                              | durch Schloss überbaut, Grabenreste oberflächlich eingeebnet, Teichrest erhalten, Schutz seit 1936, erneuert 20. September 1958 |      |